# Aston Martin Vantage (1972)
Der Aston Martin Vantage ist ein Sportwagen des britischen Automobilherstellers Aston Martin, der 1972 vorgestellt und bis 1973 gebaut wurde. Er ist ein Schwestermodell des Aston Martin V8, dessen Karosserie bei ihm mit dem Reihensechszylindermotor der älteren Modelle DB6 und DBS kombiniert ist. Bis zur Einführung des DB7 1994 war er der letzte Aston Martin, der von einem Sechszylindermotor angetrieben wurde.

## Entstehungsgeschichte
Der Aston Martin Vantage ist eine Weiterentwicklung des 1967 vorgestellten Sportcoupés DBS. Der DBS war zu einer Zeit entwickelt worden, als Aston Martin noch zum David-Brown-Konzern gehörte. Er sollte den 1965 eingeführten DB6 ersetzen; tatsächlich aber wurden beide Modelle noch bis 1970 nebeneinander produziert. Der DBS verwendete den Reihensechszylindermotor des DB6, hatte aber eine neu gestaltete Karosserie, die William Towns entworfen hatte. Ab September 1969 war für den DBS alternativ ein Achtzylinder-V-Motor erhältlich; diese Variante vermarktete Aston Martin als DBS V8.
Nachdem Aston Martin in wirtschaftliche Schwierigkeiten geraten war, verkaufte David Brown den Betrieb zum 1. Januar 1972 an das in Birmingham ansässige Unternehmen Company Developments. Unter der neuen Leitung wurden die beiden DBS-Modelle stilistisch überarbeitet, was vor allem zu einer neu gestalteten Frontpartie führte. Um den Bruch mit dem bisherigen Management zu dokumentieren, wurden ab April 1972 alle Hinweise auf David Brown aus den Modellbezeichnungen entfernt. Der DBS V8 wurde daraufhin zum Aston Martin V8, während der bisherige DBS mit dem Sechszylindermotor in Aston Martin Vantage umbenannt wurde.
Der Vantage wurde – zusammen mit dem Schwestermodell Aston Martin V8 – am 24. April 1972 der Presse vorgestellt.

## Modellbezeichnung
Die Wahl der Modellbezeichnung ist insoweit „irritierend“, als Aston Martin den Begriff Vantage (deutsch: Vorteil) traditionell als Zusatzbezeichnung für leistungsgesteigerte Versionen der jeweiligen Standardmodelle gebrauchte, während in diesem Fall der Vantage (242 kW) nur marginal stärker war als der V8 (239 kW). Verwirrend ist außerdem, dass es bis 1971 einen DBS Vantage gab, dessen getunter Motor etwa 40 PS stärker war als der des DBS in der Basisversion. 1977 schließlich kehrte Aston Martin zur traditionellen Nutzung des Namens Vantage zurück: In diesem Jahr kam der V8 Vantage mit Achtzylindermotor auf den Markt, der nun wieder eine deutlich leistungsstärkere Version des V8 ist.

## Modellbeschreibung

### Karosserie
Der Aston Martin Vantage baut auf einer Bodengruppe aus Stahl auf. Die äußeren Karosserieteile bestehen aus handgefertigten Aluminiumblechen.
Der Vantage ist als zweitüriges Fließheckcoupé gestaltet. Die Karosserie entspricht weitgehend der des vorhergehenden Aston Martin DBS und ist mit der des 1972 vorgestellten V8 identisch. Mit der langen Motorhaube und knapp geschnittener Fahrgastzelle entsprechen die Proportionen des Aufbaus dem seit den 1950er-Jahren üblichen Muster für Sportwagen. Die Gestaltung des hinteren Kotflügels folgt der sogenannten Coke-Bottle-Linie. Die geradlinig abfallende Dachlinie wird vielfach als Zitat der Fastback-Version des ersten Ford Mustang angesehen. Das wesentliche äußerliche Unterscheidungsmerkmal zwischen dem bis 1971 gebauten DBS und dem 1972 eingeführten Vantage ist die Gestaltung der Frontpartie. Während der DBS vier kleine Joddampflampen hat, die zusammen mit den Blinker-Standlicht-Einheiten des Ford Cortina Mk. II in die Kühlerverkleidung integriert sind, haben der Vantage wie auch der neue V8 große runde Einzelscheinwerfer. Die Blinker, die nun vom MGB stammen, sind jeweils unter den Stoßstangen platziert.

### Antriebstechnik

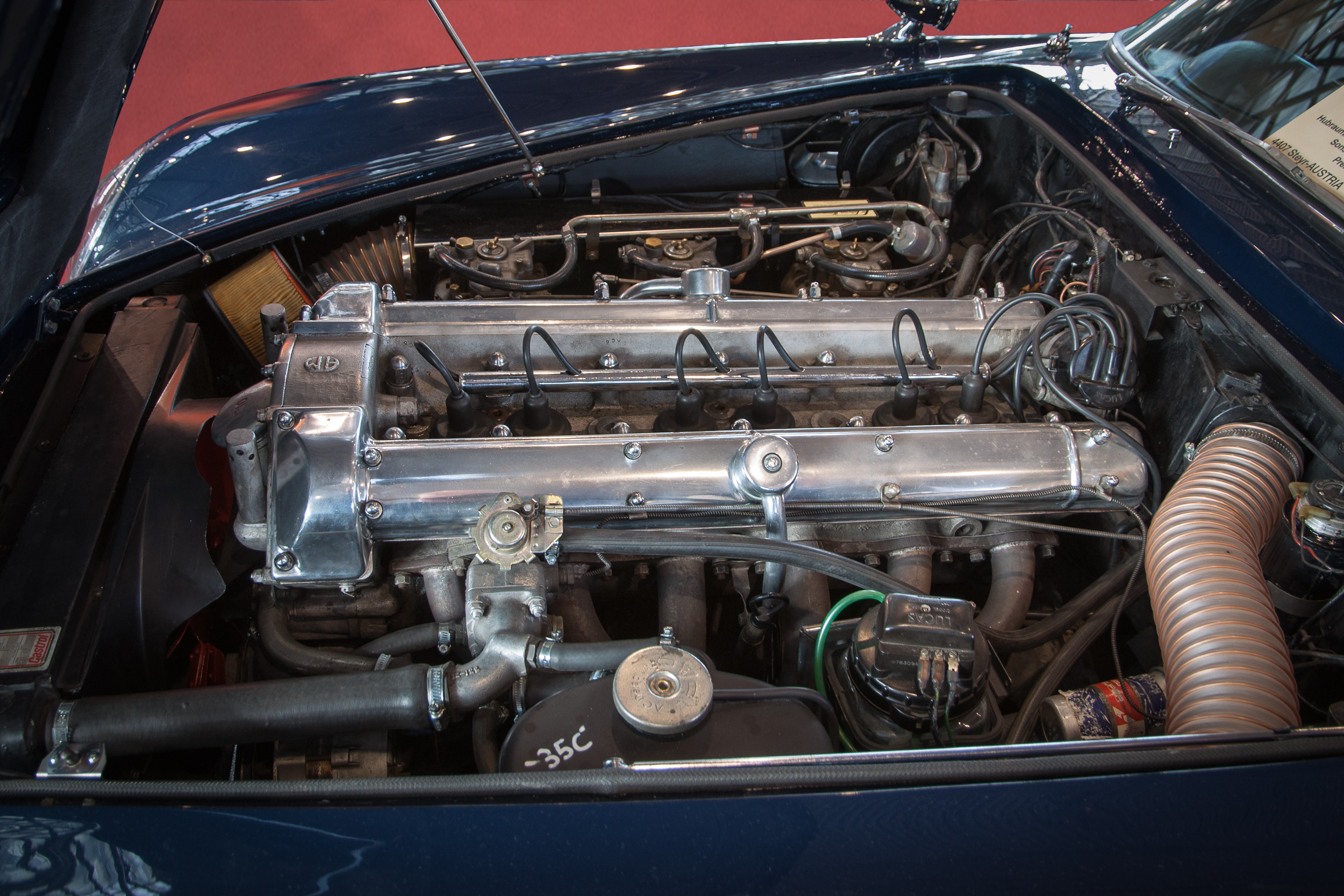
Aston Martins Sechszylindermotor in leistungsgesteigerter Vantage-Ausführung

Als Antrieb dient der von Tadek Marek konstruierte Sechszylinderreihenmotor aus dem Aston Martin DB6. Der 4,0 Liter (3995 cm³) große Motor hat zwei obenliegende Nockenwellen je Zylinderbank und drei Vergaser. Regelmäßig wurde der Vantage mit der 325 DIN-PSM (239 kW) starken Ausführung mit drei Weber-Vergasern ausgestattet, der bis 1971 im bisherigen DBS Vantage als leistungsgesteigerte Sonderversion im Angebot gestanden hatte. Ob daneben auch die 286 PS (210 kW) starke Basismotorisierung des DBS, die drei SU-Vergaser hat, ab 1972 im Vantage angeboten wurde, ist ungeklärt. Einer Quelle zufolge hatten alle ab 1972 gebauten Vantages den 325 PS starken Motor; andere Autoren meinen hingegen, dass einzelne Vantages auch die schwächere Motorisierung hatten, vereinzelt ist von zwei Fahrzeugen die Rede.
Die Kraft überträgt wahlweise eine Dreistufenautomatik von Chrysler (TorqueFlite) oder ein handgeschaltetes Fünfganggetriebe von ZF auf die Hinterräder.

### Fahrwerk
Der Vantage basiert (ebenso wie der DBS) auf einem Plattformrahmen aus Stahl, dessen Grundkonzeption mit dem Rahmen der Vorgängermodelle DB4 bis DB6 übereinstimmt. Die Vorderräder sind  an  Doppelquerlenkern mit Schraubenfedern, einem Stabilisator und Teleskopstoßdämpfern aufgehängt. Hinten ist es eine De-Dion-Achse mit Längslenkern, Wattgestänge und Schraubenfedern.

## Produktion
Der Aston Martin Vantage wurde im April 1972 vorgestellt. Seine Serienfertigung begann im folgenden Monat und endete im Juni 1973, als Aston Martin, erneut in wirtschaftliche Schwierigkeiten geraten, die Automobilproduktion vorübergehend komplett einstellte. Bis dahin waren 70 Vantage entstanden. Der überwiegende Teil von ihnen – eine Quelle spricht von allen außer zwei Autos – waren mit dem leistungsgesteigerten Motor ausgestattet.